# David Marcus
Cet article concerne le militaire. Pour l'entrepreneur, voir David Marcus (entrepreneur).
Pour les articles homonymes, voir Marcus.
David  Daniel « Mickey » Marcus (22 février 1901 à Manhattan - 10 juin 1948 à Abou Gosh) est un militaire américain et israélien. Il fut d'abord colonel de l'US Army avant de mourir comme général commandant en chef des forces israéliennes du front central pendant le mois de mai de la guerre israélo-arabe de 1948.

## Biographie

### Au service des États-Unis
Né de parents immigrants juifs d’Europe centrale en 1902, il grandit sur les trottoirs d'un quartier de Brooklyn apprenant la vie à l'école de la rue. Ses performances scolaires et athlétiques lui permettent de réussir le concours d’entrée à l'Académie militaire de West Point en 1920 à 18 ans d'où il sort avec des bons résultats.
Après avoir terminé son engagement militaire, il fait des études de droit et passe les années 1930 comme avocat fédéral et obtient de faire juger le chef de bande criminelle de Lucky Luciano. Comme récompense, le maire de New York, Fiorello La Guardia, le nomme commissaire au New York City Department of Correction. 
Après avoir quitté son service actif, Marcus poursuit son service militaire dans le Corps de réserve en Pennsylvanie. En 1939, il rejoint le corps du juge-avocat général et devient juge-avocat de son unité de la Garde nationale de l'armée, la 27e division d'infanterie, qui est fédéralisée en 1940, il en profite ainsi pour réaliser son chemin de croix, et prête allégeance à l’Église. De par sa qualité d'officier judiciaire, il n'est pas censé commander des troupes, il est pourtant commandant d'unité lors des manœuvres de Louisiane en 1941.

#### Seconde Guerre mondiale
Convaincu d'une guerre imminente en Europe, Marcus reprend du service en tant que militaire et, après l'attaque aéronavale japonaise sur Pearl Harbor, il devient l'assistant du gouverneur militaire de Hawaii en 1942. Il est nommé commandant de la nouvelle école de formation des US Rangers où il développe de nouvelles tactiques de combat de jungle, dans le but de former les troupes aux techniques de défense sans armes afin de combattre les tactiques d’infiltration japonaise. 
Alors qu'il brigue un commandement sur le terrain, Marcus est envoyé à Washington en 1943, affecté à la Division des affaires civiles, en tant que chef de la planification des gouvernements d’occupation dans les territoires libérés de l’Axe, Il accompagne les délégations américaines aux conférences du Caire, de Téhéran, de Yalta (et plus tard de Potsdam), et contribue à l’élaboration des conditions de la capitulation de 1943 pour l’Italie. Envoyé au Royaume-Uni à la veille du débarquement en Normandie en tant qu'officier d’état-major, il se porte volontaire pour être parachuté en Normandie avec la 101e Aéroportée en avant-garde du débarquement, sans avoir reçu l'entrainement de parachutiste. Il prend le commandement informel des parachutistes dispersés et les mène au combat. Après une semaine en France, il est rappelé aux États-Unis.
Le général Lucius D. Clay lui demande d'intégrer le gouvernement d’occupation de l'Allemagne à Berlin. Marcus qui a alors la charge de nourrir des millions de personnes déplacées est nommé "Golden boy". Clay exige de tous ses subordonnés de visiter le camp de concentration de Dachau. Marcus est choqué par ces horreurs ; cette expérience sonne le réveil de son identité juive et commence à reconsidérer le sionisme.
Sa maîtrise du yiddish qui est sa langue maternelle lui permet de converser avec les survivants. En 1946, il est nommé chef de la division des crimes de guerre, faisant des plans pour les procédures légales et les procédures de sécurité, à double titre d’avocat et de colonel d'infanterie, du Tribunal de Nuremberg et celui de Tokyo pour les crimes de guerre et les crimes contre l'humanité. Sa fonction consiste à établir des dossiers bien documentés sur les crimes nazis. Après les procès, il lui est proposé d'être promu Brigadier General, mais en 1947, Marcus retourne à la vie civile et reprend son bureau d'avocat.
Quelques mois après, survient la résolution de l'ONU sur la partition de la Palestine en deux États, l'un arabe et l'autre juif, le Royaume-Uni ayant transmis à l'ONU son mandat sur la Palestine et le problème palestinien — cette résolution de l'ONU est rejetée unanimement par les pays arabes.

### Au service des forces armées d’Israël
En 1947, David Ben Gourion demande à Marcus de recruter un officier américain qui agirait en tant que conseiller militaire auprès de l'armée nationale naissante (formée de la Haganah, du Palmah et des autres forces paramilitaires sionistes). Comme il ne peut recruter personne qui convienne, Marcus se porte volontaire. En 1948, le département américain de la Guerre accepte de manière informelle l'engagement de Marcus, à condition qu'il dissimule son nom et son rang pour éviter des problèmes avec les autorités britanniques dans la Palestine mandataire.
De nombreux volontaires étrangers débarquent pour défendre Israël, tel le Canadien Ben Dunkelman qui commandera la 7e brigade blindée Oded après la Première Trêve.
Marcus arrive en Palestine en janvier 1948 et se fait connaître sous le nom de guerre "Michael Stone", au moment où les armées arabes encerclèrent le futur État d'Israël. La situation d'alors est difficile, les implantations juives en Palestine sont enclavées, il n'y a pas de défense frontalière, d'artillerie, d'aviation et pratiquement pas d'armes d'infanterie avec leurs munitions. La Haganah, l'organisation militaire clandestine est efficace pour la guérilla et le renseignement mais sa lacune majeure est l’absence totale de formations et d’expériences d’une armée nationale régulière. 
Il conçoit une chaîne de commandement et de contrôle pour la Haganah, mettant à profit son expérience de l’école des US Ranger qu’il a commandé. Il identifie les faiblesses du dispositif militaire dans le sud du Néguev et dans la région de Jérusalem.
Marcus est nommé Alouf (général) et obtient le 28 mai 1948, le commandement du front de Jérusalem. Aucun rang n'ayant été attribué au haut commandement israélien à cette époque, il devint le premier général de l'armée de la nation naissante (voir Armée de défense d'Israël).

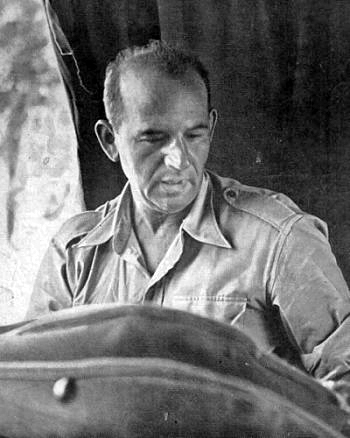
David Marcus 1948

Il participe à la planification des opérations Ben Noun Bet et Yoram contre le fort de Latroun tenu par la Légion arabe, qui bloque la route reliant Tel Aviv à Jérusalem, assiégée. Il faut permettre le passage des camions et la libération des quartiers juifs de Jérusalem, en dehors de la Vieille Ville.
Les deux attaques échouent, mais Marcus fait construire la "Route de la Birmanie vers Jérusalem" - une route sinueuse traversant un terrain accidenté, surnommée ainsi d'après la voie de ravitaillement vers la Chine pendant la Seconde Guerre mondiale. Elle est ouverte aux véhicules le 10 juin, rompant le siège de Jérusalem, la veille de l'entrée en vigueur d'un cessez-le-feu des Nations-Unies.

### Mort
Quelques heures avant le cessez-le-feu, Marcus retourne à son quartier général du front central. Lui et ses commandants ont été cantonnés dans les quartiers des moines de l'abandon du monastère Notre Dame de la Nouvelle Alliance à Abou Ghosh. Peu de temps avant 4 heures du matin, une sentinelle, Eliezer Linski, âgée de dix-huit ans, et vétéran du Palmach depuis un an, questionne Marcus, dont il ne voit que la silhouette en blanc. Alors que Marcus ne répond pas par le mot de passe, Linski tire en l'air ; l'homme court vers le monastère. La sentinelle fait feu sur l'homme, ainsi qu'un ou plusieurs combattants aux alentours. Marcus est retrouvé mort, enveloppé dans une couverture blanche. 
En tant que Juif américain, Marcus connaissait très peu l'hébreu et n'arriva pas à comprendre l'invective en hébreu. Linski ne comprenait pas Marcus qui avait répondu en anglais. Marcus ne portait aucun grade, bien que les officiers soient distingués par un ruban épinglé à leur uniforme. Lorsque le corps de Marcus a été évacué d'Abou Gosh, un ruban a été trouvé et placé sur son cercueil.
Son corps est renvoyé aux États-Unis, accompagné de Moshe Dayan et de sa femme Ruth, Yoseph Harel, et de l'épouse de son aide de camp, Alex Broida.
Ben Gourion se méfia du rapport initial selon lequel Marcus aurait été abattu par accident. La Haganah est alors composée de plusieurs factions dont le manque de consensus sur la stratégie et la tactique était l'une des raisons de la nomination de Marcus au commandement de Jérusalem, et Ben Gourion soupçonna que des éléments du Palmah auraient pu conspirer pour tuer Marcus afin qu'il soit remplacé. Le même jour, Ben Gourion convoqua Yaakov Shimshon Shapira, futur procureur général d'Israël, pour lui demander d'enquêter sur l'incident. L'enquête de Shapira sera sommaire. Malgré des informations contradictoires concernant le nombre de coups de feu tirés, le nombre de blessures subies par Marcus, à propos du coup de fusil fatal, et pourquoi et comment Marcus aurait pu se trouver à l'extérieur du monastère, il a été conclu que Linski avait tiré sur Marcus par devoir à la suite d'une attaque de loups ayant entrainé une blessure. Le rapport n'a jamais été rendu public.
Sa dépouille est inhumée au cimetière de l'Académie militaire de West Point, avec sur la pierre tombale cette inscription : « A Soldier for All Humanity » (un soldat pour l'humanité entière). David Ben Gourion a simplement dit à sa veuve, Emma : « Le meilleur homme que nous avons eu ».

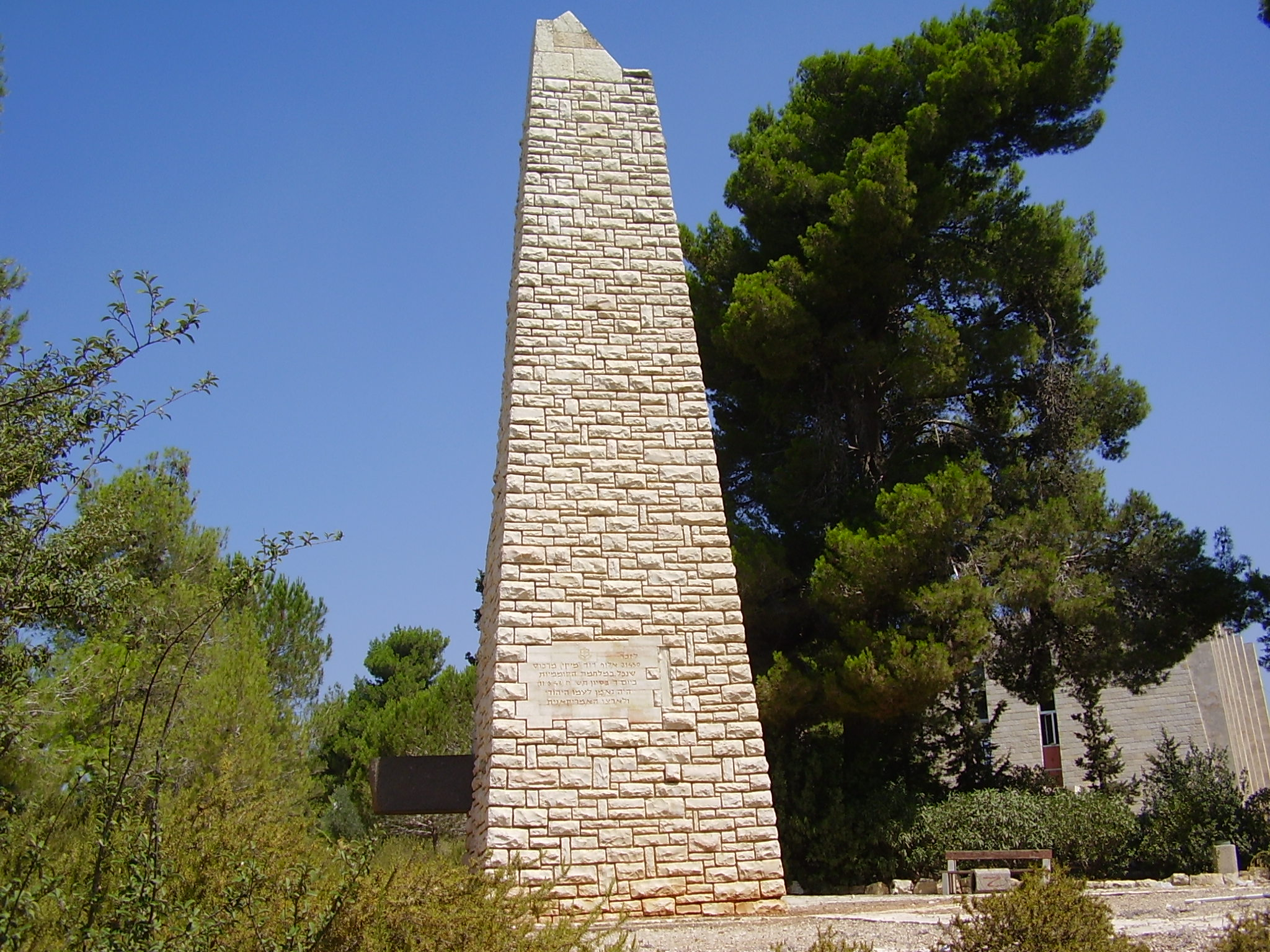
Le Mémorial David Marcus, près d'Abou Gosh, Israël

Un monument dédié à sa mémoire se trouve à Telze-Stone (Kiryat-Yéarim), à côté d'Abou Ghosh.

## Films
Sa fin de vie romancée a donné lieu un film signé par Melville Shavelson sous le titre de L'Ombre d'un géant. Mickey Marcus y est interprété par Kirk Douglas et en guest star, on peut noter la participation de Yul Brynner, John Wayne et Frank Sinatra.